# Валихановский сельский округ (Енбекшильдерский район)
Валиха́новский се́льский окру́г (каз. Уәлиханов ауылдық округі) — административная единица в составе района Биржан сал Акмолинской области Казахстана.
Административный центр — село Валиханово.

## История
В 1989 году на территории нынешнего сельского округа существовали следующие административные единицы Валихановского района Кокчетавской области:
- Валихановский сельсовет (сёла Валиханово, Азнабай, Алга, Карасу);
- Гагаринский сельсовет (сёла Койтас, Ворошилово, Прожектор);
- Кудабасский сельсовет (сёла Кудабас, Жамбай, Терек).

В периоде 1991—1998 годов:
- Гагаринский, Кудабасский сельсоветы вошли в состав Валихановского сельсовета;
- Валихановский сельсовет после упразднения Валихановского района вошёл в состав Энбекшильдерского района;
- Валихановский сельсовет был преобразован в сельский округ;
- село Жамбай было упразднено;
- село Койтас было передано в состав Ерейментауского района;
- после упразднения Кокчетавской области вместе с районом сельский округ был включен в состав Акмолинской области.

В 1998 году село Ворошилово было упразднено.
В 2010 году сёла Азнабай, Карасу, Прожектор, Терек были упразднены.
В 2019 году село Кудабас было упразднено.

## Население
| Численность населения | Численность населения | Численность населения |
| 1989                  | 1999                  | 2009                  |
| --------------------- | --------------------- | --------------------- |
| 4084                  | ↘1891                 | ↘491                  |

## Состав
| № | Населённый пункт | Тип населённого пункта       | Население, 1989 | Население, 1999 | Население, 2009 |
| - | ---------------- | ---------------------------- | --------------- | --------------- | --------------- |
| 1 | Азнабай          | село, упразднено             | 148             | 68              | 27              |
| 2 | Алга             | село                         | 278             | 173             | 141             |
| 3 | Валиханово       | село, административный центр | 3 524           | 1 105           | 191             |
| 4 | Ворошилово       | село, упразднено             | 240             | -               | -               |
| 5 | Жамбай           | село, упразднено             | 18              | -               | -               |
| 6 | Карасу           | село, упразднено             | 134             | 65              | 4               |
| 7 | Кудабас          | село, упразднено             | 810             | 231             | 95              |
| 8 | Прожектор        | село, упразднено             | 189             | 134             | 6               |
| 9 | Терек            | село, упразднено             | 138             | 115             | 27              |

## Местное самоуправление
- Аким сельского округа — Шакиров Нурбек Аманжолович[1].